# Hart Crane
Harold Hart Crane (* 21. Juli 1899 in Garrettsville, Ohio; † 27. April 1932 im Golf von Mexiko) war ein amerikanischer Dichter.

## Leben
Hart Cranes Vater war Clarence Arthur Crane, ein erfolgreicher Geschäftsmann in der Süßwaren-Industrie, seine Mutter Grace Edna Hart. Er wuchs in verschiedenen Städten Ohios auf. Die Ehe der Eltern verlief konfliktreich und endete 1916 in einer Scheidung. Crane wurde besonders durch seine Mutter in die zahllosen Ehestreitigkeiten mit hineingezogen, so dass der Sohn gegen den Vater aufgebracht wurde. Crane verbrachte lange Abschnitte (1909–1916) seiner Kindheit bei seiner Großmutter mütterlicherseits, auf deren Anwesen er sich früh mit Lyrik und Literatur beschäftigte. Zeit seines Lebens gelang es ihm nicht, sich vollständig von dem Einfluss seiner Mutter bzw. seiner gesamten Familie zu lösen. Eine Versöhnung mit seinem Vater, der nach der Scheidung noch zweimal verheiratet war, kam erst ein Jahr vor Cranes Tod zustande.
Mit 16 Jahren veröffentlichte Crane sein erstes Gedicht. Er schloss die High School nicht ab, erhielt aber im Alter von 17 Jahren von seinen Eltern die Erlaubnis, sich in New York auf ein Studium vorzubereiten. Zu dieser Zeit arbeitete er als Reporter für den Plain Dealer in Cleveland und als Süßwarenverkäufer in einer Apotheke. In New York war Hart Crane als Werbetexter tätig. Während dieser Zeit wechselte Crane oft die Wohnungen und lebte zusammen mit einigen Freunden auf verschiedenen Farmen im Süden des Staates Connecticut.
Mit einem Guggenheim-Stipendium war er in der Lage, in der Karibik und in Mexiko zu leben und zu arbeiten. 1926 erlebte er auf Kuba einen Schub an Produktivität und schrieb dort einen Großteil seines langen Gedichts Die Brücke. Literarische Anregungen erhielt Crane bei den französischen Symbolisten, bei Walt Whitman, A. C. Swinburne, T. S. Eliot, den Metaphysical Poets und den Seeromanen Herman Melvilles.
Er veröffentlichte zwei Gedichtbände, White Buildings (1926) und The Bridge (1930), deren Publikation von Geldsorgen und zudem schlechten Kritiken, insbesondere für The Bridge, begleitet wurde. In Voyages thematisierte er insbesondere seine Erfahrungen als Homosexueller in einer feindseligen Umgebung.
Am 27. April 1932 nahm er sich das Leben, indem er von Bord des Passagierschiffes S. S. Orizaba in den Golf von Mexiko sprang. Seine Leiche wurde nie gefunden.

## Bedeutung
Cranes Gedichtzyklus The Bridge über die New Yorker Brooklyn Bridge gilt als ein Schlüsseltext der amerikanischen Moderne, in dem Mythen und Werbeslogans, Technik und Großstadterfahrung, Blues- und Gospelgesänge eingearbeitet sind. Crane schuf damit sowohl eine Sprach- und Gesellschaftsanalyse als auch ein Klangbild von bizarrer Schönheit.

## Veröffentlichungen

### Ausgaben im englischen Original (Auswahl)
- White Buildings, Liveright Publishing Co., New York NY 1926
- The Bridge, Liveright Publishing Co., New York NY 1930
- The collected poems of Hart Crane, edited by Frank Waldo,  Liveright Publishing Co. NY (1933)
- The complete poems of Hart Crane, edited by Frank Waldo, New York : Doubleday 1958 (Doubleday anchor book, A 128)
- The Complete poems and selected letters and prose of Hart Crane, edited with an introduction and notes by Brom Weber, London : Oxford University Press 1968
- The complete poems and selected letters and prose, edited by Brom Weber and David Frank Waldo, London : Oxford University Press 1972
- Complete poems of Hart Crane, edited by Marc Simon, with a new Introduction by Harold Bloom. Liveright, New York NY u. a. 2001, ISBN 0-87140-656-X)

### Ausgaben in deutscher Übertragung
- Weisse Bauten, übers. aus dem amerikanischen Englisch von Joachim Uhlmann, Berlin: Karl-H. Henssel Verlag 1960 (Das neue Lot. Band 4)
- Moment Fugue (englisch-deutsch), übers. aus dem amerikanischen Englisch von Dieter Leisegang, Darmstadt: J. G. Bläschke Verlag (1966)
- Weiße Bauten. Gedichte (= luxbooks.americana), aus dem Amerikanischen von Christian Lux. Mit einem Nachwort von Timothy Donelly und Illustrationen von Bruno Zaid. Christian Lux, Wiesbaden 2008, ISBN 978-3-939557-22-7
- Die Brücke. Ein Gedicht, aus dem amerikanischen Englisch und kommentiert von Ute Eisinger. Mit einem Nachwort von Klaus Reichert. Jung und Jung, Salzburg/Wien 2004, ISBN 3-902144-71-8 (Text deutsch und englisch)

### Partituren
- Voyage, Elliott Carter/Hart Crane, New York, Hamburg: Associated Music Publishers, Administration: G. Schirmer s. a.
- Voyages II, in: Seven musical compositions: And silent answers, University of Southern California 2010, auch als E-Book

## Trivia
Am selben Tag wie Crane wurde auch Ernest Hemingway geboren.